# 今夜だけ間違いじゃないことにしてあげる
「 今夜だけ間違いじゃないことにしてあげる 」（こんやだけまちがいじゃないことにしてあげる）は、Awesome City Clubの配信限定、クラウドファンディングシングルである。

## 解説
- 2016年11月に配信リリース。2017年にクラウドファンディング限定シングルとして、CD及び7インチの2形態として、3月に発売された[1]。
- 2016年12月14日にミュージックビデオが公開。東市篤憲が監督した。「ACCメンバーが中華を食べてたらギャング団が現れる」という構成に加え、メンバーもダンスパフォーマンスを披露している[2]。
- 2017年1月25日発売、4th ALBUM『Awesome City Tracks 4』収録。

## 収録曲

### クラウドファンディング収録
1. 今夜だけ間違いじゃないことにしてあげる
2. 今夜だけ間違いじゃないことにしてあげる（DOTAMA remix）
3. 今夜だけ間違いじゃないことにしてあげる（atagi only version）
4. 今夜だけ間違いじゃないことにしてあげる（PORIN only version）
5. 今夜だけ間違いじゃないことにしてあげる（Instrumental）

## タイアップ
- 木曜劇場『嫌われる勇気』スピンオフドラマ『道子とキライちゃんの相談室』（2017年）主題歌[3]
- 『AbemaPrime』2017年4月 - 2018年3月オープニングテーマ[4]
- 『隣の恋は青く見える2』（2021年、ABEMA）主題歌[5]